# Tây Kỳ Vương
Tây Kỳ Vương là tước hiệu hoặc thụy hiệu của 1 số vị võ tướng trong lịch sử phong kiến Đông Nam Á.

## Danh sách
- Việt Nam Hậu Lê triều Tây Kỳ Vương (truy tặng).
- Việt Nam Mạc triều Tây Kỳ Vương.